# 节肢动物
节肢動物是動物的一大類群，由六足亞門（昆蟲等）、甲殼亞門（蝦、螃蟹等）、螯肢亞門（蜘蛛、蠍子等）、多足亞門（蜈蚣、馬陸等）等外骨骼動物組成被稱为节肢动物门（学名：Arthropoda）的分類單位。为動物界中所屬物種最多的一門。 已命名的昆蟲類就有超過75萬種。除昆蟲外，常見的蝦、蟹、蜘蛛、蜈蚣及已滅絕的三葉蟲都屬於节肢動物。
节肢動物的特點為其分節的肢體，以及主要成分為α-甲殼素的角質層。甲壳生物的角質層中也包括了碳酸鈣，是生物礦化的產物。

## 特徵
节肢动物基本上都是有性繁殖、卵生的。部分物種也有孤雌生殖的現象。
其身體表面有幾丁質組成的外骨骼；隨着身體的長大，需要經歷蛻皮的階段，將舊的外骨骼脫掉。
身體兩側對稱且像環節動物一樣分節，但部分體節融合成特別部位，如頭部及胸部。有些節肢動物，例如蜘蛛，頭部及胸部進一步融合成頭胸部。每個特化部位的機能亦作相應的變化。
身體，取體節的反復構造，被外骨骼包圍而形成身體表面的體節單位。體節之間關節可動。根據種類的不同，也有如果體節裡面特定的東西組合能相合一下繼續的外骨骼被覆蓋等，外表上某在構成機能上的單位。譬如，有分成頭部、胸部、腹部3部分，或頭胸部、腹部的2部分的身體稱呼，這個作為每節肢動物的各分類群的特徵採用。
身體的附肢，例如足部、觸角、口器等都分節。附肢的功能亦高度特化，負責感覺、行走、游泳、進食以至生殖等。
每个体节生有一对分节的附肢（指动物主躯干以外的，由动物体自身所支配的部分躯干），附肢具有可活动的关节并同样由外骨骼覆盖。
一部分的分類群，成為由蛋孵化的幼體性成熟的成體的過程，有進行顯著地形態變化的生物變態。甲殼類和昆蟲類等。

## 神经系统
节肢动物体内有腹神经索，且在每个體節中连着一对神经节，使感觉神经和运动神经从神经节连接到身体其他部分。
脑部位于头部，在食道上方。

## 演化
从寒武纪大爆发开始，节肢动物便是地球上最成功的动物之一，占据了当今动物界大约至少80%的物种多样性。

## 分類
節肢動物的近期分类系统：（已滅絕的分類單元以劍號(†)標記）
- †硬王虫属 Hadranax
- †西伯利亚虫目 Siberiida
- †恐虾纲 Dinocaridida
- 蛛形类 Arachnomorpha
  - †类肢类（英语：Artiopoda） Artiopoda
    - †三葉形亞門 Trilobitomorpha
    - †变尾類 Vicissicaudata

  -  ?†大附肢綱（英语：Megacheira） Megacheira
  -  ?†马尔拉虫纲 Marrellomorpha
  - 螯肢亞門 Chelicerata
- 有颚类 Mandibulata
  - †直虾纲（英语：Euthycarcinoidea） Euthycarcinoidea
  - 多足亞門 Myriapoda
  - 泛甲壳动物 Pancrustacea
    - 甲殼亞門 Crustacea
    -  ?†袋頭綱 Thylacocephala
    - 六足亞門 Hexapoda
- 地位未定
  - †未定属 Camptophyllia（英语：Camptophyllia）
  - †未定属 Carnarvonia（英语：Carnarvonia）

## 和人類的關係

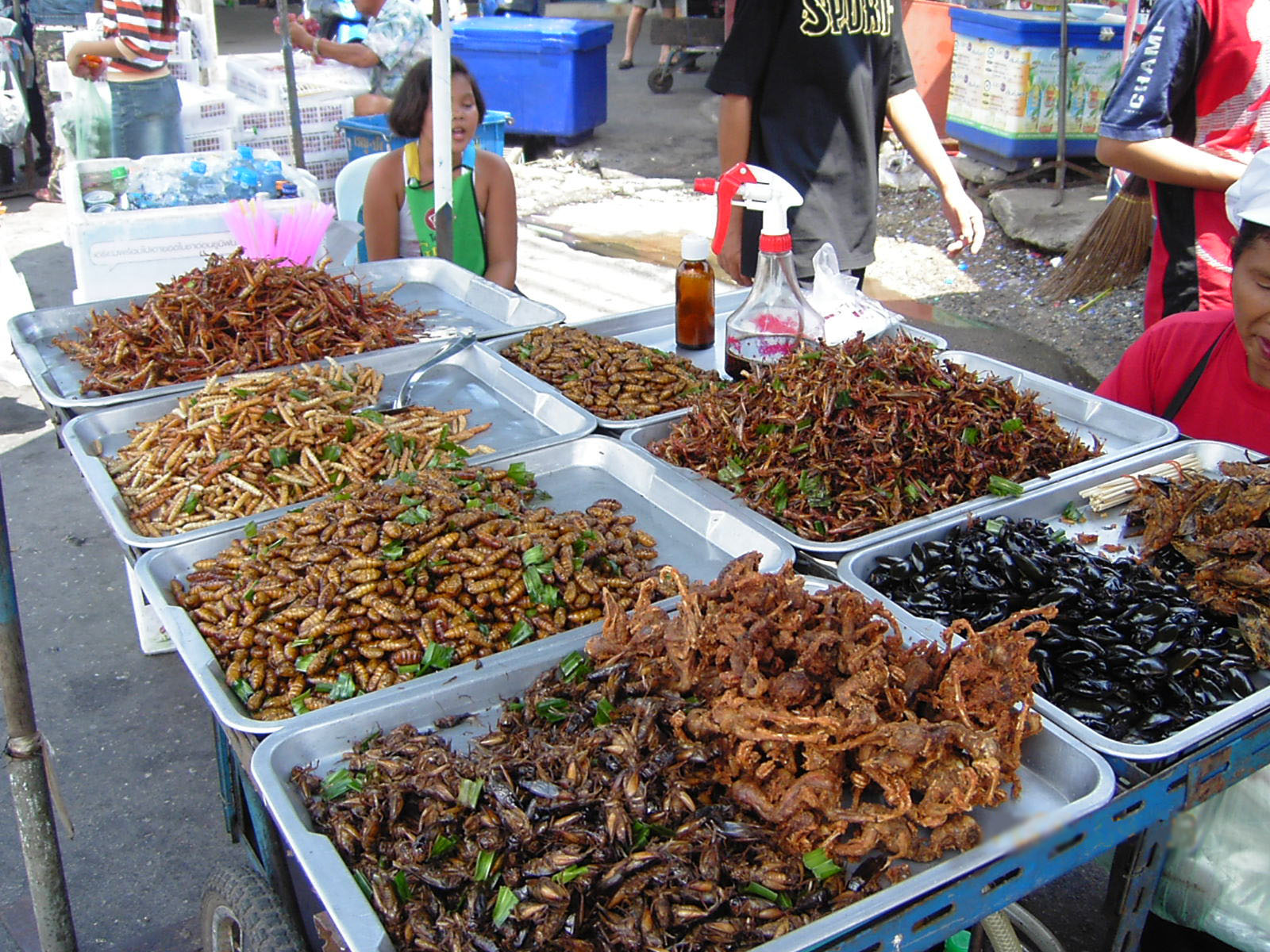
在曼谷食物摊上出售的昆虫和蝎子

像螃蟹、海螯蝦、淡水龙虾、蝦等甲壳亚门生物長久以來就已是人類料理的一部份，目前也有不少已經商業飼養再販售。昆蟲的營養價值至少和肉類相當，在歐洲、印度以外的許多國家（伊斯蘭文化例外）會生食或是熟食昆蟲。烹調過的捕鳥蛛（會去掉其防御用的高度刺激性觸毛）是柬埔寨的一項美味，也是委内瑞拉南部Piaroa印第安人的食物。人類也會無意間食用了其他食物中的昆蟲，因此食品安全法規會訂定不同食物中允許被昆蟲污染的程度。為了供人類食用而刻意飼養节肢动物或是其他小動物（稱為minilivestock），已開始出現在畜牧业中，而且是對生態友善的概念。商业蝴蝶繁殖提供鳞翅目給蝴蝶温室、学校及研究機構，作為教育展览或是研究用。
不過节肢动物對人類食物最大的貢獻是幫助植物传粉：2008的研究調查了100項联合国粮食及农业组织認定作為食物的植物，估計传粉的經濟價值為1530億歐元，約是2005年農業食物生產產值的9.5%。除了授粉外，蜂族會製作蜂蜜，這也是快速興起的產業及國際貿易項目。
紅色的胭脂虫生長在中美洲，對阿茲特克及瑪雅文明有重要的經濟價值，當中美洲在被西班牙殖民的時候，胭脂虫是墨西哥第二大的出口，目前又開始受到重視。馬蹄蟹的血液內含有凝血劑鱟血液細胞溶解產物，現在用來檢查抗生素以及洗腎機器中是否有危險的细菌，也用來檢測脊髓性腦膜炎以及一些癌症。法醫昆蟲學利用节肢动物的相關證據判斷死者的死亡時間，死亡地點，有時甚至也包括死因。近年來昆蟲也用來作為藥品或是其他醫療用物質的潛在來源。
節肢動物結構相對簡單，而且可以在陸地上及水中活動，因此有些机器人設計開始考慮模仿節肢動物的結構。分節提供的冗餘性可以讓節肢動物及仿生學机器人在部份肢體受損或是移除時仍會正常移動